# デドフスク
座標: 北緯55度52分 東経37度08分 / 北緯55.867度 東経37.133度

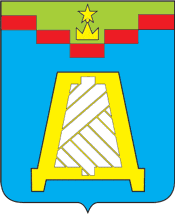
デドフスクの市章

デドフスク（デードフスク、ロシア語: Де́довск、ラテン文字表記の例: Dedovsk）は、ロシアのモスクワ州にある都市。人口は3万731人（2021年）。モスクワから西へ38キロメートル、クラスノゴルスクからは西へ20キロメートル、イストラからは南東へ30キロメートル。

## 歴史

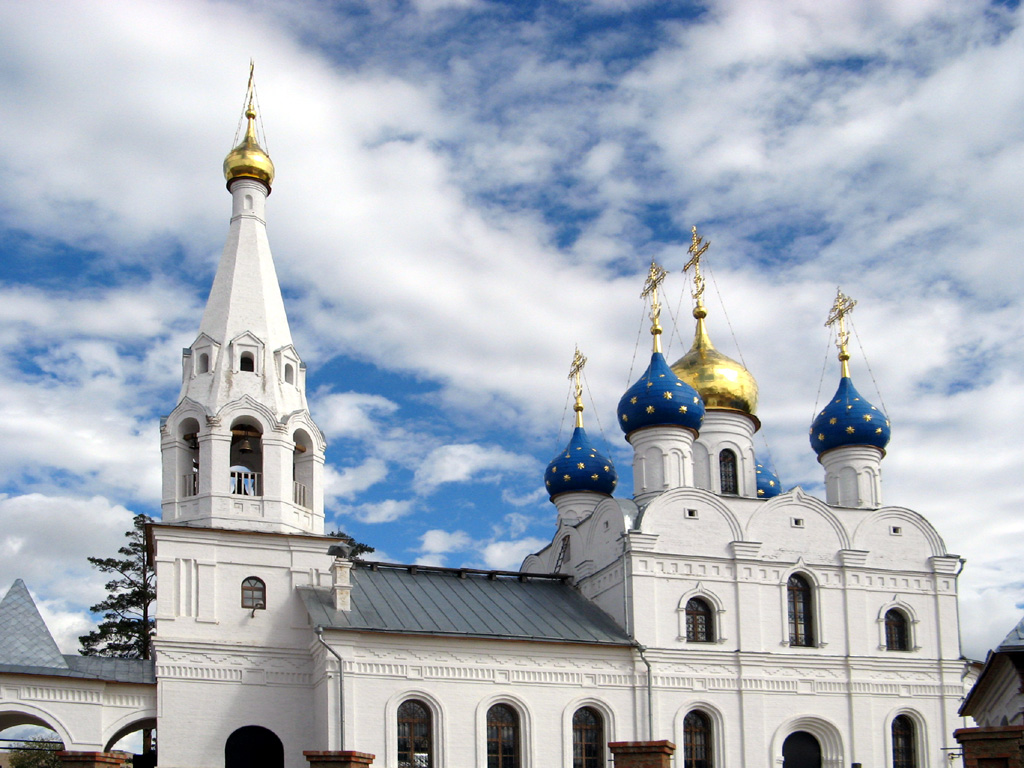
ゲオルギエフスカヤ聖堂。2000年から2005年にかけて建てられた

デドフスクは、1573年の記録にデードヴォ（Де́дово）の名で登場する。18世紀には集落は大きくなった。
1901年にモスクワ＝ルジェフ間の鉄道が通り、後にリガまで延長され、産業集積の準備が整った。1913年にこの地域に繊維工場が建ったことで労働者が集まり、デドフスキー（Де́довский）という労働者集落が生まれもとのデードヴォ村を併合した。
1940年にデドフスキーは市となりデドフスクに改名した。

## 産業・交通

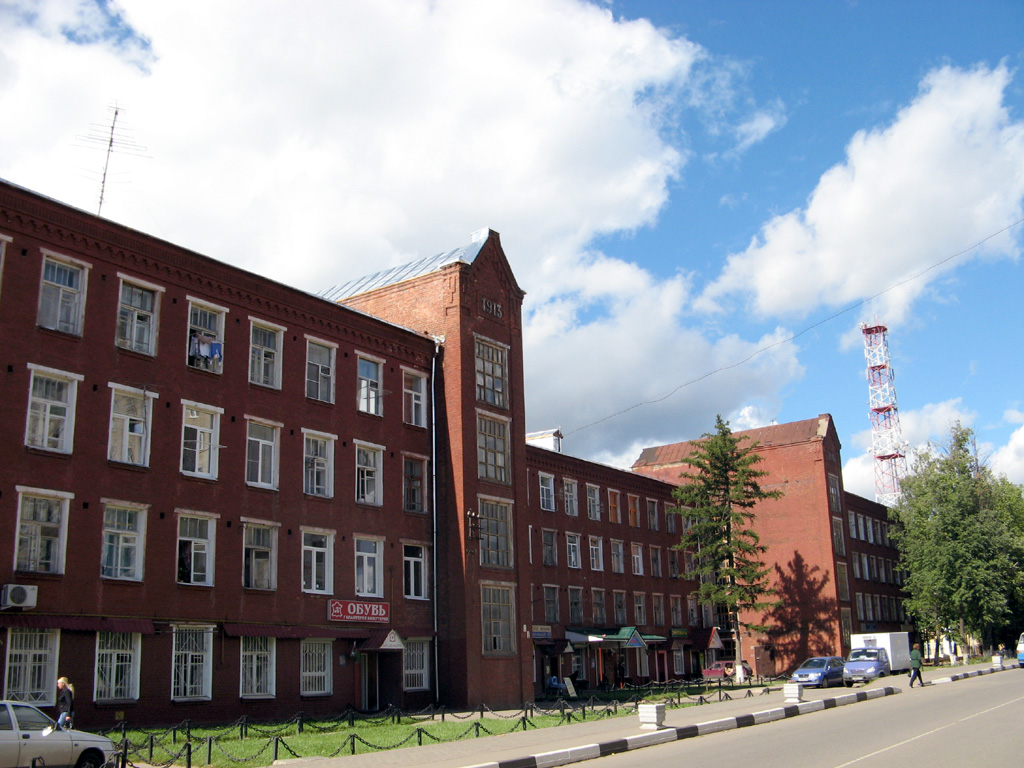
デドフスクの繊維工場

もっとも重要な工場は1913年操業開始の繊維工場で、ほかに同時期に陶器工場から発展してできたレンガ・建材工場がある。
デドフスクにはM9幹線道路が通るほか、モスクワからリガに向かう鉄道も通る。

## 文化
デドフスクの7キロメートル南西にあるアノシノ村には、ボリソグレブスク修道院がある。1823年に建てられたが、十月革命後の1919年に博物館に転用されてしまった。1992年に正教会に返還され、修復が進んでいる。